# Greta Thunberg
Greta Tintin Eleonora Ernman Thunberg, švedska okoljska aktivistka, * 3. januar 2003, Stockholm. 
Prvič je postala znana avgusta 2018, ko je na začetku šolskega leta namesto v šoli preživljala dneve pred švedskim parlamentom z napisom »Šolska stavka za podnebje« (švedsko Skolstrejk för klimatet). Kmalu so začeli »stavkati« tudi drugi mladi iz različnih koncev Švedske in drugih držav po svetu. Skupaj so organizirali gibanje šolskih stavk za podnebje, ki se imenuje »Petki za prihodnost« (angleško Fridays for Future). Po govoru, ki ga je Thunbergova imela na konferenci OZN o podnebnih spremembah v mestu Katovice, so ponekod po svetu študentske stavke potekale vsak petek. V letu 2019 so bile organizirane štiri stavke, na katerih je po vsem svetu na isti dan na vsaki sodelovalo vsaj milijon ljudi. 
Thunbergova zaradi vpliva na okolje ne leti z letalom, ne uživa hrane živalskega izvora, ne kupuje stvari, če ni nujno, itd. V veganstvo in prenehanje letenja je prepričala tudi svoje starše.
Njen nenaden vzpon v svetovno slavo jo je naredil vodjo in tarčo nekaterih napadov. Maja 2019 je bila na naslovnici revije Time, ki ji je tudi priznal mesto med stotimi najvplivnejšimi ljudmi na svetu in jo končno razglasil za osebnost leta 2019. Leta 2019 je bila nominirana za Nobelovo nagrado za mir.